# Skjoldhøj Kirke
Skjoldhøj Kirke ligger i Skjoldhøj Sogn i det nordlige Brabrand, Aarhus V.
Kirken er bygget i 1984, efter at det aarhusianske arkitektfirma Friis og Moltke vandt arkitektkonkurrencen i 1981. En stor himmelblå gavl mod øst og vest kendetegner sammen med hvidskurede facader kirken både ud- og indvendigt. Haven og kirkegården er tegnet af landskabsarkitekt Sven Hansen.
Emil Gregersen og sølvsmed Børge Poulsen har udsmykket kirken, og Lena Rude Jensen har leveret flere kunstværker. Messehageler er udført af tekstilkunstnerne Inge-Lise og Flemming Bau.
Orgelet er i 1984 bygget af Bruno Kristensen og Sønner.
Kirken ligger på Jernaldervej i Brabrand, men sognet med knap 8000 indbyggere, hvoraf 80% er medlemmer af folkekirken, dækker også adresser i postnummer 8210 Aarhus V og 8381 Tilst.
- Skjoldhøj Kirke set fra nord mod syd - 28. januar 2011
- Skjoldhøj Kirke ved solnedgang 14 juni 2013
- Stenkorset på kirkegården
- Forår
- Indgangssiden ved sognegården

## Eksterne kilder og henvisninger
- Skjoldhøj Kirke hos KortTilKirken.dk

- Wikimedia Commons har flere filer relateret til Skjoldhøj Kirke